# Homalotyloidea
Homalotyloidea is een geslacht van vliesvleugeligen uit de familie Encyrtidae. De wetenschappelijke naam van dit geslacht is voor het eerst geldig gepubliceerd in 1921 door Mercet.

## Soorten
Het geslacht Homalotyloidea omvat de volgende soorten:
- Homalotyloidea africana Hill, 1973
- Homalotyloidea aphycomorpha Mercet, 1925
- Homalotyloidea crassa (Hoffer, 1957)
- Homalotyloidea dahlbomii (Westwood, 1837)
- Homalotyloidea erginus (Walker, 1837)
- Homalotyloidea leucocera Erdös, 1957
- Homalotyloidea magniclava (Fatma & Shafee, 1989)
- Homalotyloidea nigrocilliata (Hoffer, 1954)
- Homalotyloidea nowickyi Hoffer, 1957